# Srđan Šaper
Srđan Šaper (Beograd, 9. kolovoza 1958.) srbijanski je i jugoslavenski glazbenik, osnivač I&F McCann Grupe, jedne od vodećih tvrtki za pružanje usluga u području tržišnih komunikacija u jugoistočnoj i sjevernoj Europi. Poznat je i kao jedan od osnivača i članova sastava “Idoli”, koji je pokrenuo novi val na glazbenoj i kulturnoj sceni bivše SFRJ 1980-ih.

## Životopis
Rođen je 1958. godine u Beogradu, pohađao je osnovnu školu “Sveti Sava” i Osmu beogradsku gimnaziju, sada poznatu kao Treća beogradska gimnazija. Njegov otac Radomir Šaper bio je profesor i prodekan na Tehnološko-metalurškom fakultetu Sveučilišta u Beogradu, reprezentativac Jugoslavenske košarkaške reprezentacije i istaknuti športski radnik. Majka Ljiljana završila je Filozofski fakultet Sveučilišta u Beogradu poslije čega je radila kao profesorica povijesti u beogradskoj OŠ „Vuk Karadžić“ gdje je od 1980. do 1990. godine bila i ravnateljica. Ljiljana je bila i predsjednica Povijesnog društva Beograda, kao i član Povijesnog društva Srbije.
Povodom dvadeset godina od smrti Radomira Šapera održan je prvi turnir na kojem se nalazilo njegovo ime, na kojem su se primjenjivala neka inovativna pravila košarke, za što je zagovarao Radomir Šaper (mješoviti muški timovi, različiti bodovi, trajanje utakmice). Organizatori turnira bili su Sportski centar "Radivoj Korać" i košarkaški klubovi OKK Beograd i ŽKK Radivoj Korać, dok je pehar s imenom Radomir Šaper dobitniku istoimenog turnira dodijelio Srđan Šaper, sin Radomira Šapera.
Po završenoj gimnaziji Šaper upisuje Medicinski fakultet, ali unatoč uspješnom početku studija, odlučuje ih napustiti kako bi prešao na Fakultet dramskih umjetnosti u Beogradu, gdje je diplomirao na katedri za filmsko i televizijsko redateljstvo.

## Glazbena karijera

### Idoli
Tijekom studija na Medicinskom fakultetu, Srđan Šaper upoznaje Nebojšu Krstića, i 1979. godine dvojica prijatelja zajedno s Vladom Divljanom osnivaju sastav “VIS Idoli”. Ovaj sastav kasnije postaje jedan od glavnih predstavnika novog vala i jedan od najpopularnijih sastava u bivšoj Jugoslaviji.
“VIS Idoli” su “službeno” osnovani 1. ožujka 1980. godine na probi sastava. Njihove pjesme “Retko te viđam sa devojkama” i “Pomoć, pomoć” pojavile su se mjesec dana kasnije na prvom singlu koji je izašao u travanjskom broju tada popularnog magazina “Vidici”. 
Idoli zatim izdaju legendarni singl “Maljčiki” s novom inačicom pjesme “Retko te viđam s devojkama”. Spot za pjesmu “Maljčiki” je prvi put emitiran u novogodišnjoj noći 1981. godine u emisiji “Rokenroler”. Ubrzo je ova pjesma, u to vrijeme kontroverzna, postala hit u cijeloj Jugoslaviji, a singl izdanje se našlo na svim prvim mjestima top-ljestvica i bilo je proglašeno singlom godine od strane kritičara.
Prvi službeni album (zapravo mini LP) “Idola” pojavio se pod jednostavnim nazivom "VIS Idoli". Na njemu su se, pored šest novih pjesama, našle i dvije bonus pjesme “Retko te viđam s devojkama” i “Maljčiki”. Nove pjesme na albumu "Dok dobuje kiša (u ritmu tam-tama)", "Zašto su danas devojke ljute", "Ime da da", "Malena", "Devojko mala" (Darka Kraljića) i "Hajde!" (pjesma koju je izvorno izvodio Chuck Berry), donose sastavu još veću popularnost.
Kao gost emisije DRIVE na radiju Yammat FM, koju vodi Emil Tedeschi, govori o formiranju benda "VIS Idoli" i pjesmama koje su obilježile ovaj dio povijesti.
Sljedeći album iz 1982. godine "Odbrana i poslednji dani", dobio je naziv po istoimenom romanu Borislava Pekića.] Po ocjeni glazbenih kritičara, proglašen je najboljim albumom ‘82. godine i najboljim albumom YU rocka u 20. stoljeću. Za tako pozitivnu percepciju zaslužne su sljedeće pjesme: "Kenozoik", "Poslednji dani", “Moja si”, “Senke su drugačije”, “Nemo”, “Nebeska tema”, "Rusija", "Igrale se delije", “Jedina”, “Odbrana”, “Gdje si sad, cica maco”, “Glavna ptica” i “Hajde sanjaj me, sanjaj”.
“VIS Idoli” svoj treći album objavljuju sljedeće, 1983. godine, pod nazivom "Čokolada". Pjesme koje su se našle na ovom albumu su "Čokolada", “Radostan dan”, “Tiho, tiho”, “Bambina”, “Ja sam tu”, "Stranac u noći", "Soda boj", "Vetar i zastave", “U gradu bez sna” i “Udri bogataša”. 
Prodano je više od 350 tisuća nosača zvuka, što čini ovaj album, uz album “Mrtva priroda” Riblje čorbe, najprodavanijim rock albumom u Jugoslaviji do tada.
Posljednji glazbeni zapis pod imenom “VIS Idoli” pojavio se na albumu "Šest dana juna", što je bila i glazba iz istoimenog filma. Pjesme s ovog albuma su “Mala tema filma”, “Ona to zna”, “Samo me gledaj i budi tu”, “Znaš da neću da pobegnem”, “Tema groblja”, “Tema fabrike”, “Ja je zovem meni da se vrati”, “Ljubavi”, “Ljubavna tema”, “A kada te vidim ja”, “Da je duži moj dan” i “Bluz”.
Nakon ovog albuma sastav je praktično prestao postojati. Srđan Šaper je sudjelovao na snimanju posljednjeg izdanja “Idola”, kao pjevač.

### Karijera poslije “Idola”
Poslije raspada “Idola” 1984. godine, Šaper glumi Spiridona Kopicla u kultnom filmu “Davitelj protiv davitelja” i nastavlja se baviti glazbom. Napisao je pjesmu “Beogradski davitelj”, koju je izvodio sa sastavom “VIS Simboli”.
Godine 1986. s Nebojšom Krstićem osniva sastav “Unutrašnja imperija”. Iste godine snimaju album “Poslednja mladost u Jugoslaviji”, koji je objavio Jugoton 1987. godine. U isto vrijeme, Šaper sklada glazbu za TV dramu “Šumanović - komedija umetnika”.
U ožujku 1991. godine pojavljuje se kao gost na koncertu sastava “Akcija” u Studentskom kulturnom centru u Beogradu gdje izvodi pjesmu “Beogradski Davitelj” iz filma “Davitelj protiv davitelja”. 
Godine 1995. Srđan Šaper i Nebojša Krstić osnovali su zajedno sa Zoranom Kikijem Lesendrićem sastav “Dobrovoljno pevačko društvo”. Sastav je u Budimpešti snimio uspješan album “Nedelja na Duhove”. Šaper je na tom albumu skladatelj i tekstopisac nekih od pjesama po kojima je ovaj album poznat (“Čekaj me”, “Zemlja”, “Sestrice mala” itd.)
Godine 1996. Srđan Šaper i Nebojša Krstić su se pojavili na debitantskom albumu sastava “Akcija”, pod nazivom “7 dana”.
Godine 1999. pjesme “Razvod 1999” i “Parada” pojavljuju se na kompilaciji Rock 'n' roll - "Ravno do dna” i druge, više-manje, čudnovate pjesme (1980-89).

## Marketinška karijera
U svijet marketinga Šaper je ušao prije više od 30 godina, a prije osnivanja agencije McCann Erickson, radio je kao kreativni direktor i redatelj u agencijama SM Delo, Borba, Ogilvy & Mathera, Saatchi & Saatchi i Idols & Friends. Trenutno se nalazi na čelu I&F McCann Grupe, koja posluje u osam zemalja jugoistočne Europe (Srbija, Crna Gora, Makedonija, Bosna i Hercegovina, Albanija, Hrvatska, Slovenija i Bugarska) i četiri zemlje Nordijske regije (Norveška, Švedska, Finska i Danska). 
Prema rezultatima Effie indeksa učinkovitosti, McCann Zagreb i UM Zagreb zbirno predstavljaju najučinkovitiju grupu agencija u Hrvatskoj, a McCann Zagreb je na ovogodišnjim Danima komunikacija odnio najprestižniju nagradu za agenciju godine 2017.
2018. godine, UM Zagreb je na Effie Hrvatska s klijentom Zagrebačka pivovara osvojio Grand Prix, 2 zlata i jedno srebro.
Na Golden Drum oglašivačkom festivalu, McCann Beograd osvojio je pet nagrada 2017. godine, što je značajno doprinijelo da McCann Worldgroup postaje Network godine na festivalu.

## Politička karijera
Godine 1990. Srđan Šaper postaje član Demokratske stranke. Iste godine počinje se baviti i političkim marketingom i sudjeluje u kreiranju prve političke kampanje za Demokratsku stranku pred prve višestranačke izbore koji su se održali u Srbiji od 1945. godine.
Šaper je bio uključen u kreiranje i vođenje brojnih političkih kampanja kao istaknuti član izbornih timova Demokratske stranke na prethodnim izborima održanim u Srbiji.
Bio je član Predsjedništva Demokratske stranke od 2008. do 2010. godine, kao i od rujna 2011. do studenog 2012. godine.

## Filmografija
Glumac:
- Rock and Revolution (1986.) (TV) — Idoli
- Davitelj protiv davitelja (1984.) — Spiridon Kopicl
- Dečko koji obećava]( 1981.) — Član Idola, sastava koja svira na tulumu

Skladatelj:
- Šumanović - komedija umetnika (1987.) (TV)
- Davitelj protiv davitelja (1984.)

Igra samog sebe:
- Sretno dijete (2003)[8]

### Intervjui
- Status, rujna 2009., Srbija traži malo istinske ljubavi  Arhivirana inačica izvorne stranice od 8. travnja 2010. (Wayback Machine)
- Press, 27. prosinca 2009., 30 godina novog vala: Ekskluzivni intervju, Srđan Šaper  Arhivirana inačica izvorne stranice od 26. lipnja 2011. (Wayback Machine)
- Politika, 16. veljače 2010., Vesti dana: Šaper na čelu UO Beogradske filharmonije

## Vanjske poveznice
- (engl.) Diplomacy & Commerce – Žikica Milošević: Šaper’s Story about Idols: about Divljan, Krstić and “Defence” (objavljeno 29. svibnja 2018.)